# AJ・アラティム
AJ・アラティム（AJ Alatimu、1993年3月25日 - ）は、メジャーリーグラグビー、シアトル・シーウルブズに所属するラグビーユニオン選手。

## プロフィール
- サモア・アピア出身。
- ポジションはスタンドオフ(SO)。
- 身長 173cm、体重 108kg
- U20サモア代表に選ばれたことがある[1]。
- サモア代表キャップは6（2020年5月現在）でラグビーワールドカップ2019のサモア代表に選ばれた[2]。

## 略歴
パース・スピリット、ブリスベンシティーを経て、2018年、フォースに加入。
2021年、シアトル・シーウルブズに加入。